# Saint-Joseph, Manche
Saint-Joseph är en kommun i departementet Manche i regionen Normandie i norra Frankrike. Kommunen ligger i kantonen Valognes som tillhör arrondissementet Cherbourg. År 2022 hade Saint-Joseph 817 invånare.

## Befolkningsutveckling
Antalet invånare i kommunen Saint-Joseph
| Referens: INSEE |